# 양산 통도사 제경판
양산 통도사 제경판(梁山 通度寺 諸經板)은 대한민국 경상남도 양산시 하북면 지산리, 통도사 장경각내에 있는 것으로 명종본판 17종 746매의 목판이다. 
1979년 5월 2일 경상남도의 유형문화재 제100호 통도사 경판으로 지정되었다가, 2018년 12월 20일 현재의 명칭으로 변경되었다.

## 개요
통도사 장경각내에 있는 것으로 명종본판 17종 746매의 목판이다. 대부분 17세기 후반에 새겨졌는데, 당시 널리 유통된 대승경전, 승려 교육용 교재, 신앙에 관한 문헌, 참고용 사전류가 수록되어 있다. 경판들을 살펴보면 사찰의 교육기관인 강원의 교재가 많아 당시 통도사에서 교육에 노력을 기울였음을 알 수 있다. 
통도사는 자장율사의 정신을 계승하고 부처님의 사리를 금강계단에 모신 곳이다. 일반적으로 계율을 지키는 계통의 사찰로 알려져 온 곳인데, 계율에 관한 경판이 거의 없고 일반 사찰의 모습을 보여주고 있어 특이하다.

## 참고 자료
- 양산 통도사 제경판 - 국가유산청 국가유산포털